# Lucius Károly
Lucius Károly (Budapest, 1873. november 29. – Budapest, 1926. június 9.) magyar kerékpárversenyző, futó, valamint labdarúgó és nemzeti játékvezető.

## Pályafutása
A 19. század végére, a 20. század elejére jellemző sportolási tevékenység egyik képviselője. 1897-ben rendezett kerékpáros országúti junior-versenyt nagy fölénnyel nyerte. Magyarország egyik legjobb sprintereként Csehország 100 méteres síkfutásának bajnoka. 1901–1903 között a BTC-ben hátvéd poszton játszott. Kétszeres magyar bajnok a csapattal.
A bírók (játékosok, csapat által elfogadott vezetők, szimpatizálók) önkéntesen vállalták szolgálatukat. Mérkőzéseik során a csapatok igyekeztek a számukra (vélt vagy valós előny) legjobban megfelelő bírót felkérni 1901-ben az MLSZ Intézőbizottsága által kijelölt bírótestület előtt BTC csapat-játékvezetőjeként vizsgázott. Az Magyar Labdarúgó-szövetség (MLSZ) minősítésével NB II-es, 1903-tól NB I-es bíró.  1904–1908 között a futballbíráskodás második generációjának legjobb játékvezetői között tartják nyilván. Küldési gyakorlat szerint rendszeres partbírói szolgálatot is végzett. NB I-es mérkőzéseinek száma: 7.
| Időpont            | Helyszín                       | Mérkőzés típusa          | Mérkőzés       | Eredmény | Nézők száma |
| ------------------ | ------------------------------ | ------------------------ | -------------- | -------- | ----------- |
| 1903. november 29. | Margit-szigeti pálya, Budapest | első NB I-es mérkőzése   | 33 FC – BTC    | 2 – 2    | 2400        |
| 1912. február 9.   | Millenáris, Budapest           | utolsó NB I-es mérkőzése | BAK – Törékvés | 3 – 1    | zártkapus   |

Az 1910-es vidéki bajnoka, a Győri ETO az országos bajnoka címért való megméretéstől visszalépett az FTC javára. Barátságos találkozón mérték össze erejüket.
| Időpont         | Helyszín             | Mérkőzés típusa | Mérkőzés                            | Eredmény | Nézők száma |
| --------------- | -------------------- | --------------- | ----------------------------------- | -------- | ----------- |
| 1910. július 3. | Városi Stadion, Győr | barátságos      | Győri Vagongyár ETO–Ferencvárosi TC | 1 – 5    | 600         |

## Szakmai sikerek
- Magyar bajnokság
  - bajnok: 1901, 1902
  - 2.: 1903

## Külső hivatkozások
- Luczius Károly. tempofradi.hu. (Hozzáférés: 2013. július 10.)
- Luczius Károly. huszadikszazad.hu. (Hozzáférés: 2016. augusztus 15.)
- Lucius Károly. nela.hu (Hozzáférés: 2021. december 26.)
- Lucius Károly. magyarfutball.hu (Hozzáférés: 2021. december 26.)
- Lucius Károly. focibiro.hu (Hozzáférés: 2021. december 26.)
- Futball '93. Budapest: Egyetemi Nyomda. 1994.  ISBN 0369000472737